# Hannes Gnauck
Hannes Gnauck, né le 8 août 1991 à Prenzlau, est une personnalité politique allemande, membre de l'Alternative pour l'Allemagne.
Il est membre du Bundestag depuis 2021 et président de la Jeune Alternative pour l'Allemagne depuis 2022.

## Biographie
Hannes Gnauck naît le 8 août 1991 à Prenzlau, dans le Brandebourg.
Il fait un apprentissage de professeur de fitness de 2009 à 2012, puis exerce cette activité jusqu'en 2014, année où il s'engage dans la Bundeswehr. 
Il est soldat pendant sept ans, jusqu'à son élection au Bundestag le 26 septembre 2021, où il siège au sein de la commission de la défense. En 2020, le service de contre-intelligence militaire allemand le classe comme extrémiste de droite en raison de ses propos publics contre les demandeurs d'asile et les réfugiés. Il se voit dès lors interdit de porter l'uniforme et d'entrer dans une caserne sans convocation. En mai 2024, son immunité parlementaire est levée à la suite d'une enquête disciplinaire liée à ces propos.
Il préside la Jeune Alternative pour l'Allemagne depuis 2022.